# كرنق
كرنق هي قرية في مقاطعة خلخال، إيران. يقدر عدد سكانها بـ 134 نسمة بحسب إحصاء 2016.